# Río Negro (afluente del Tera)
El río Negro es un curso de agua del noroeste de la península ibérica, afluente del Tera. Discurre por la provincia española de Zamora. 

## Curso
Nace en la sierra de la Cabrera, en pico Muelo de Reigada, perteneciente a la localidad de Escuredo y este, a su vez, al municipio de Rosinos de la Requejada, todos ellos situados casi en el límite de la provincia de Zamora con la de León. A la altura de Doney recibe las aguas del río Sapo y unos kilómetros más abajo, en el término de Rionegro del Puente (aunque en un tramo de río ahora convertido en central hidroeléctrica con el Salto de Ntra. Sra. de Agavanzal) desemboca en el río Tera. Es un río de aguas muy limpias y que conserva todavía especies de  gran valor ecológico.
Debe su nombre, el río "Negro", a unas algas que pueblan sus fondos y que en la época estival adquieren un color oscuro.
Aparece descrito en el decimosegundo volumen del Diccionario geográfico-estadístico-histórico de España y sus posesiones de Ultramar de Pascual Madoz de la siguiente manera:

NEGRO: r. en la prov. de Zamora. part. jud. de Puebla de Sanabria: se forma de los muchos arroyos y torrentes que se precipitan de Sierra Negra; sigue su curso paralelo á dicha sierra como unas 5 leg., por terreno desigual y pedregoso, pasando á corta dist. del pueblo llamado Rio-Negro, donde se une al Tera: solo en tiempo de lluvias es de alguna consideracion.
(Madoz, 1849, p. 150)